# 奧沙瓦 (明尼蘇達州尼科萊特縣)
奧沙瓦（英語：Oshawa）是位於美國明尼蘇達州尼科萊特縣奧沙瓦鎮區的一個非建制地區。

## 歷史
奧沙瓦的郵局於1858年設立，其後於1909年停運。此地得名自安大略省城市奧沙華。

## 地理
奧沙瓦所處的海拔為高於海平面301米（即988英呎），而該地所採用的時區為UTC-6，即北美中部時區（CST）。同時該地設有夏令時間，為UTC-6調快一小時，即UTC-5（CDT）。